# Stefan Đurić
Stefan Đurić (* 14. März 2004 in Teslić) ist ein bosnischer Fußballspieler.

## Karriere

### Verein
Đurić begann seine Karriere beim FK Proleter Teslić. In der Winterpause 2019/20 wechselte er nach Österreich zur Kapfenberger SV, wo er zunächst für die dritte Mannschaft spielen sollte. Durch den COVID-bedingten Saisonabbruch kam er dann ab der Saison 2020/21 in der Unterliga zum Einsatz, in der er neunmal spielte, ehe die Spielzeit ebenfalls abgebrochen wurde. In der Saison 2021/22 absolvierte er bis zur Winterpause zwölf Partien für Rapid Kapfenberg.
Im Januar 2022 rückte er in den Kader der zweiten Mannschaft der KSV. Bis Saisonende spielte er siebenmal in der Oberliga. Im März 2023 stand Đurić gegen den SK Vorwärts Steyr erstmals im Profikader, kam aber noch nicht zum Einsatz. Sein Debüt in der 2. Liga gab er dann im Juni 2023, als er am 30. Spieltag der Saison 2022/23 gegen den Floridsdorfer AC in der 73. Minute für Tobias Mandler eingewechselt wurde. Insgesamt kam er zu sechs Zweitligaeinsätzen für Kapfenberg. Nach der Saison 2023/24 verließ er den Verein.
Im August 2024 kehrte er anschließend nach Bosnien zurück und wechselte zum Zweitligisten FK BSK Banja Luka.

### Nationalmannschaft
Đurić spielte 2022 dreimal für die bosnische U-19-Auswahl. Im März 2023 debütierte er gegen China für das U-21-Team.